# Stepa Stepanović
Stepa Stepanović (Степа Степановић), född 11 mars 1856 i Kumodraž nära Belgrad, död 29 april 1929 i Čačak, var en serbisk militär och krigsminister.
Stepanović blev, som överste, chef för fjärde arméfördelningen 1903 och, som general, chef för första arméfördelningen 1909. Under Balkankrigen 1912–13 förde han med utmärkelse andra armén (Kumanova, Adrianopel). Vid första världskrigets utbrott i augusti 1914 fick han befäl över tredje armén och bidrog väsentligt till den avgörande segern över österrikarna vid Kolubara den 3–6 december samma år. Under krigets fortsättning hösten 1915 förde Stepanović andra armén på gammalserbiska östfronten, men kunde inte hindra bulgarerna att sätta sig i besittning av Pirot och Niš. År 1918 på hösten förde han andra armén på Thessaloníkifronten (Dobropolje).  Åren 1908–09, 1911–12 och 1914 var han krigsminister.